# Priceíta
La priceíta es un mineral de la clase de los minerales boratos. Fue descubierta en 1873 en el condado de Curry, estado de Oregón (EE. UU.), siendo nombrada así en honor de Thomas Price, metalúrgico estadounidense. Un sinónimo poco usado es el de pandermita.

## Características químicas
Es un ino-pentaborato hidroxilado e hidratado de calcio.

## Formación y yacimientos
Se deposita en fuentes termales y yacimientos de fumarolas. También aparece como componente de rocas evaporitas ricas en borato. Puede derivarse de mineral colemanita.
Puede encontrarse en masas compactas redondeadas de más de 100 kg de mineral. Se altera fácilmente en colemanita y calcita.
Suele encontrarse asociado a otros minerales como: colemanita, ulexita, yeso, aragonito o calcita.